# M2/M3 Bradley
Los M2 Bradley y M3 Bradley son vehículos de combate de infantería y caballería respectivamente, de origen estadounidense, diseñados a finales de los años 1970 y producidos a partir de los años 1980. Nacido en respuesta a la familia de vehículos blindados soviéticos BMP, el M2 reemplazó a la serie M-113.
El Bradley está diseñado para transportar infantería o exploradores con protección blindada, mientras proporciona fuego de cobertura para suprimir las tropas enemigas y los vehículos blindados. Las diversas variantes de Bradley incluyen el vehículo de combate de infantería M2 Bradley y el vehículo de reconocimiento blindado y combate de infantería M3 Bradley. El M2 tiene una tripulación de tres (un comandante, un artillero y un conductor) junto con seis soldados completamente equipados. El M3 lleva a cabo principalmente misiones de exploración y lleva dos soldados exploradores además de la tripulación regular de tres, con espacio para misiles BGM-71 TOW adicionales.
En 2014, el ejército de los Estados Unidos, seleccionó la propuesta de vehículo multipropósito blindado (AMPV) de BAE Systems de una variante sin torreta del BFV para reemplazar más de 2800 M113 en servicio.

## Antecedentes
Basándose en la experiencia con vehículos blindados de transporte de infantería en la Segunda Guerra Mundial y en la guerra de Corea el ejército era consciente de que necesitaba un vehículo especializado. A mediados de la década de 1960 y comienzos de la de 1970 tuvo lugar un debate acerca de que era lo que se necesitaba para sustituir el vehículo de transporte de personal M-113, entonces vehículo de la infantería mecanizada y caballo de batalla en Vietnam.
A finales de los años 1960, el ya exitoso M-113 empezaba a mostrar sus debilidades en el Sudeste Asiático, durante la guerra de Vietnam. En 1967 y 1973 los israelíes también se encontraron con las limitaciones del M-113 en combate.
A pesar de ser un transporte de tropas de gran movilidad para la época, con capacidad anfibia, que podía ser desplegado en casi cualquier lugar del mundo e incluso ser transportado por helicópteros pesados, las carencias del mismo empezaron a notarse en cuanto entró en combate. El blindaje del vehículo era escaso y poco inclinado, solo protegía a la tripulación de armas ligeras, pudiendo ser penetrado por las famosas granadas propulsadas por cohetes como el RPG-7, por cañones ligeros e incluso por ametralladoras pesadas.
El armamento principal también era un punto débil del M-113, debido a que estaba compuesto exclusivamente por una ametralladora pesada Browning M2 calibre .50 montada en la parte frontal del techo del casco. Este hecho hacía que fuera imposible que el vehículo se enfrentase con blindados, y solo permitía atacar a la infantería y a vehículos ligeros prácticamente desarmados. Otra desventaja de la calibre .50 era la vulnerabilidad a la que dejaba expuesto a su operario. La ametralladora se encontraba totalmente desprotegida (solo las versiones ACAV equipaban a esta con un escudo de protección frontal), convirtiendo al ametrallador en un blanco fácil para la infantería enemiga. En Vietnam se recurrió a escudos. En Vietnam también se empezó  a ver como la infantería combatía montada sobre el M-113, algo contrario a la doctrina del US Army pero que permitía aprovechar la velocidad y sorpresa como ventajas para derrotar al enemigo. Así fue como en Vietnam se vio al US Army emplear la versión ACAV que potenciaba el apoyo de fuego , con una torreta que protegía al sirviente de la ametralladora principal y con dos ametralladoras laterales protegidas con escudos. En Oriente medio los israelitas también montaron ametralladoras adicionales en sus M-113 y en Vietnam los australianos montaron en algunos M-113 torretas de sus Alvin Saladin retirados para tener mayor poder de fuego en apoyo de la infantería. En EE. UU. se empezó a plantear sino debía buscarse algo distinto al M-113.
La gota que colmó el vaso y convenció al Congreso estadounidense de poner el dinero fue la aparición del BMP-1 soviético, primer vehículo de combate de infantería. Aunque tenía sus limitaciones (que en realidad solo fueron bien conocidas cuando se estudiaron los BMP capturados por los israelíes en 1973) los generales americanos exigían tener algo equivalente. En Europa los alemanes ya desde 1971 habían introducido en servicio el Marder y Francia estaba trabajando en el AMX-13 VCI y su futuro sustituto. Todo esto aceleró los planes para el diseño y la construcción de un moderno IFV todo tiempo para el Ejército de los Estados Unidos, que mantuviese la capacidad de transporte y mejorase la maniobrabilidad del M-113, y que además de incorporar mayor protección contra las amenazas del nuevo campo de batalla tuviese el poder de fuego suficiente como para defenderse por sí mismo de otros blindados y de los carros de combate.

## Requisitos del programa
A diferencia del M-113, el nuevo vehículo englobaba una nueva forma de pensar en donde los soldados de la infantería mecanizada no serían llevados al campo de batalla por un taxi de combate y una vez allí librados a su propia suerte. El vehículo de combate de infantería debía poder luchar junto al escuadrón de soldados que transportaba antes, durante, y después de que éstos saliesen del transporte a cumplir su misión. Los requerimientos más importantes del programa eran:
- Transportar sana y salva a la tripulación y sus pasajeros de los peligros que podían suponer la infantería y los vehículos blindados ligeros del enemigo, hasta las zonas críticas del campo de batalla. Luego, poder ofrecer fuego de cobertura total a las tropas cuando estas evacuaban el vehículo y entraban en combate.

- Permitir a los soldados disparar desde dentro del vehículo a la vez que proporcionaba protección NBQ para toda la dotación. Aunque quedó demostrado lo poco efectivo y práctico que es abrir fuego desde el compartimiento de tropa (de hecho los modelos posteriores no incluyeron esta característica), en un principio se creía lo contrario y fue uno de los puntos más importantes a tener en cuenta.

- Poseer capacidad antitanque que le posibilite dejar fuera de combate a los modernos MBT soviéticos. Este requisito es muy necesario ya que el blindaje que se incorporaría, al igual que el de cualquier IFV, no podría soportar el impacto de un proyectil de tanque y la única oportunidad de supervivencia contra este tipo de ataques era justamente la destrucción o avería de gravedad del blindado hostil.

- Ser tan rápido en campo a través como el nuevo MBT norteamericano M1 Abrams, de modo que pudiese mantener el ritmo de este tanque en formaciones móviles a gran velocidad. Esto era algo que el M-113 no podía hacer puesto que había sido diseñado para acompañar al más antiguo M60 Patton, y aunque la velocidad en carretera de este APC es muy similar a la del Bradley, este último es apreciablemente más rápido que su predecesor fuera del asfalto.

- Tener capacidad de despliegue rápido y mundial. El vehículo debía poder ser transportado a cualquier parte del mundo rápidamente por medios como camiones, ferrocarriles, barcos, aviones y hasta helicópteros de carga.

## Desarrollo

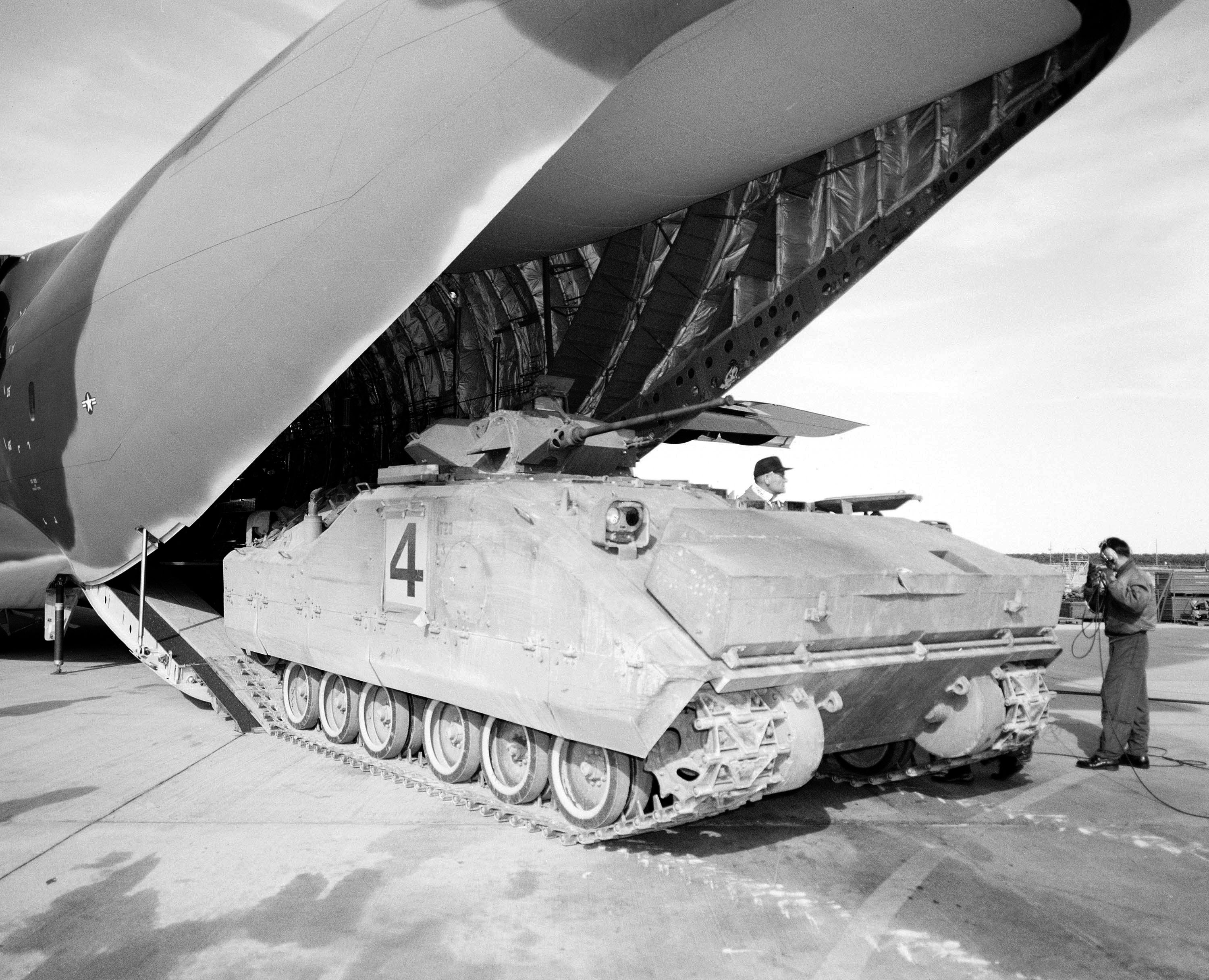
XM723, prototipo del M2 Bradley, siendo descargado de un avión YC-15.

Pese a las limitaciones presupuestarias se decidió crear un prototipo de VCTP provisional, el XM701 que utilizaría componentes de los blindados M-109 y M-110, lo que en parte facilitaría su mantenimiento.
En 1972, el Tank Automotive and Armament Command decidió seguir adelante con el programa MICV, que pasó a llamarse XM-723. Teniendo en cuenta las consideraciones anteriores, el Estado Mayor del Ejército de los Estados Unidos abrió un concurso entre algunas de las constructoras de armamento más importantes del país para la presentación de un prototipo final de IFV que cumpliese con los requerimientos que el Ejército solicitaba.
Una nueva demora supuso en 1975 la fusión por motivos presupuestarios del MICV con los programas de Vehículo de Exploración de Reconocimiento Blindado y Bushmaster, por lo que se rebautizó como Vehículo de Combate de Infantería y Caballería.
Con esta reorientación se reafirmaron los requisitos del ejército. La nueva torreta biplazacañón de 25mm Bushmaster y lanzadores de misiles TOW creada por requerimiento del arma de caballería fue adoptada.
La guerra de 1973 demostró la necesidad de que los tanques contasen con un apoyo directo de infantería, que debía seguir a los tanques en vehículos blindados. Israel pagó caro el olvido, perdiendo docenas de tanques a manos del armamento antitanque de la Infantería enemiga (misiles 9M14 Malyutka y RPG-7). En Estados Unidos se analizó con detenimiento la guerra para extraer lecciones y saber cómo enfrentar la inferioridad numérica de la OTAN.
Desde fines de los setenta, los ingenieros de la United Defense hicieron pruebas con un nuevo chasis de aluminio, similar al del M-113 aunque más pesado, con refuerzos de blindaje laminado espaciado de acero en las zonas más críticas. Aunque se suponía que sería el rival del BMP-1 y BMP-2, el casco del Bradley era mucho más alto que el de los vehículos soviéticos, y a pesar de ser más blindado que éstos, su silueta lo convertía en un blanco más fácil de impactar.
Se montó en la parte delantera un motor mucho más potente y acorde con la nueva dimensión del vehículo. Esta configuración frontal de la planta motriz ponía en evidencia la necesidad de salvaguardar la vida de los pasajeros antes que el motor del vehículo.
El sistema de orugas fue reemplazado por uno mucho más robusto que le permitía alcanzar grandes velocidades en los terrenos más agrestes. Además se preveía mejorar la propulsión anfibia y los sistemas de navegación tanto acuáticos como terrestres.
Todos los sistemas electrónicos y las miras fueron sustituidos por otros más avanzados y se trató de digitalizar los sistemas restantes.
Pero lo más innovador del diseño fue la inclusión de un sistema de armas de última generación. Se agregó una torreta en el centro del techo del casco que permitía montar armamento del orden mediano y pesado. La configuración del mismo fue tema de debate, ya que muchas opciones parecían ser viables, pero la elección final fue un cañón polivalente de tiro rápido de 25 mm.
La verdadera capacidad antitanque quedaría cubierta con la instalación de una lanzadera de misiles de 152 mm. Al final, se decidió montar la plataforma antitanque a la izquierda de la torreta, teniendo que moverse esta un poco hacia la derecha para que la lanzadera cupiera dentro de los parámetros del casco.
De este modo el conductor se sentaba a la izquierda del motor, por delante de la torreta. Dentro de esta, se acomodaban el comandante y el artillero. Pero la inclusión de la torreta agrandó aún más la silueta del vehículo, aumentó el peso y limitó la capacidad interna, teniendo que disminuir la cantidad de soldados transportados a 7, los cuales se ubicaban sentados en una extraña configuración por la falta de espacio. Estos ingresaban en el vehículo por una rampa cuadrada hidráulica que se encontraba en la trasera del vehículo.
En paralelo se buscó como alternativa comprar el Marder alemán, pero fue descartado por su alto precio, por su peso excesivo, no ser anfibio y carecer de un blindaje y armamento adecuado para el US Army. Fue evaluado también el AMX-10P francés, teniendo la misma respuesta que el Marder. También el US Army  examinó los BMP-1 capturados por los israelíes en 1973 para extraer lecciones.
Sin entrar en detalles mayores, a principios de los ochenta, el prototipo de la United Defense fue presentado y finalmente ganó el contrato, que le otorgaba la producción inicial del vehículo a partir de 1981. En ese mismo año entró en servicio y a finales de 1994 finalizaría la producción, aunque se seguirían actualizando los vehículos que integraban la fuerza. El costo total del programa ascendía a 5664 millones de dólares. El nuevo IFV llevaría el apellido del general Omar Bradley, célebre por mandar el 12.º Grupo de Ejércitos durante la invasión  aliada de Europa en la Segunda Guerra Mundial. Actualmente BAE Systems Land and Armaments es la encargada de la producción y modernización del Bradley.

## M2 y M3

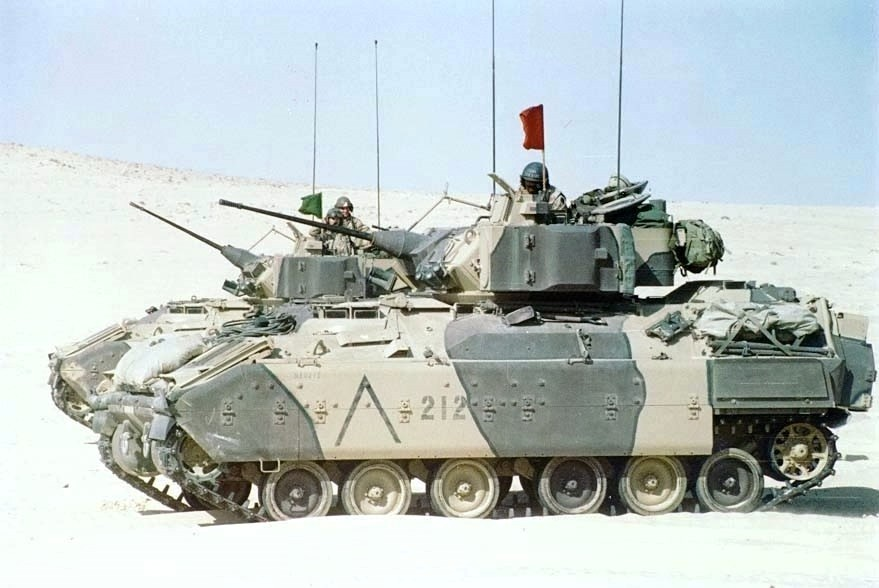
Dos M3 Bradley durante la guerra del Golfo.

Básicamente existen dos versiones del Bradley: el M2 Infantry Fighting Vehicle (vehículo de combate de infantería) y el M3 Cavalry Fighting Vehicle (vehículo de combate de la caballería).
- El M2 IFV tiene como función primordial proporcionar transporte, protección y fuego de apoyo a la infantería contra todo tipo de amenazas. Cuenta con una tripulación de 3 soldados (comandante, conductor y artillero), más otros 6 o 7 soldados transportados (dependiendo de la versión) que van en un compartimento de tropas no convencional (primeras versiones), puesto que 4 o 5 de éstos se ubican por detrás de la torreta y los otros 2 a la izquierda de la misma.

- El M3 CVF es un vehículo de exploración de caballería cuya labor principal es el soporte y complementación de las unidades acorazadas. Utiliza exactamente el mismo chasis del M2 pero con algunas modificaciones menores en el interior. A diferencia de la versión IFV, transporta solo 2 soldados de exploración que se ubican más cómodamente en un compartimento simple en la zona trasera. El espacio interior sobrante se lo utiliza para llevar radios y municiones adicionales, como así también misiles TOW y Dragon o Javelin de reserva. La única diferencia exterior notoria con el M2 es la ausencia de los portillos desde los cuales la infantería alojada en el interior del vehículo podía abrir fuego.

## Diseño

### Movilidad

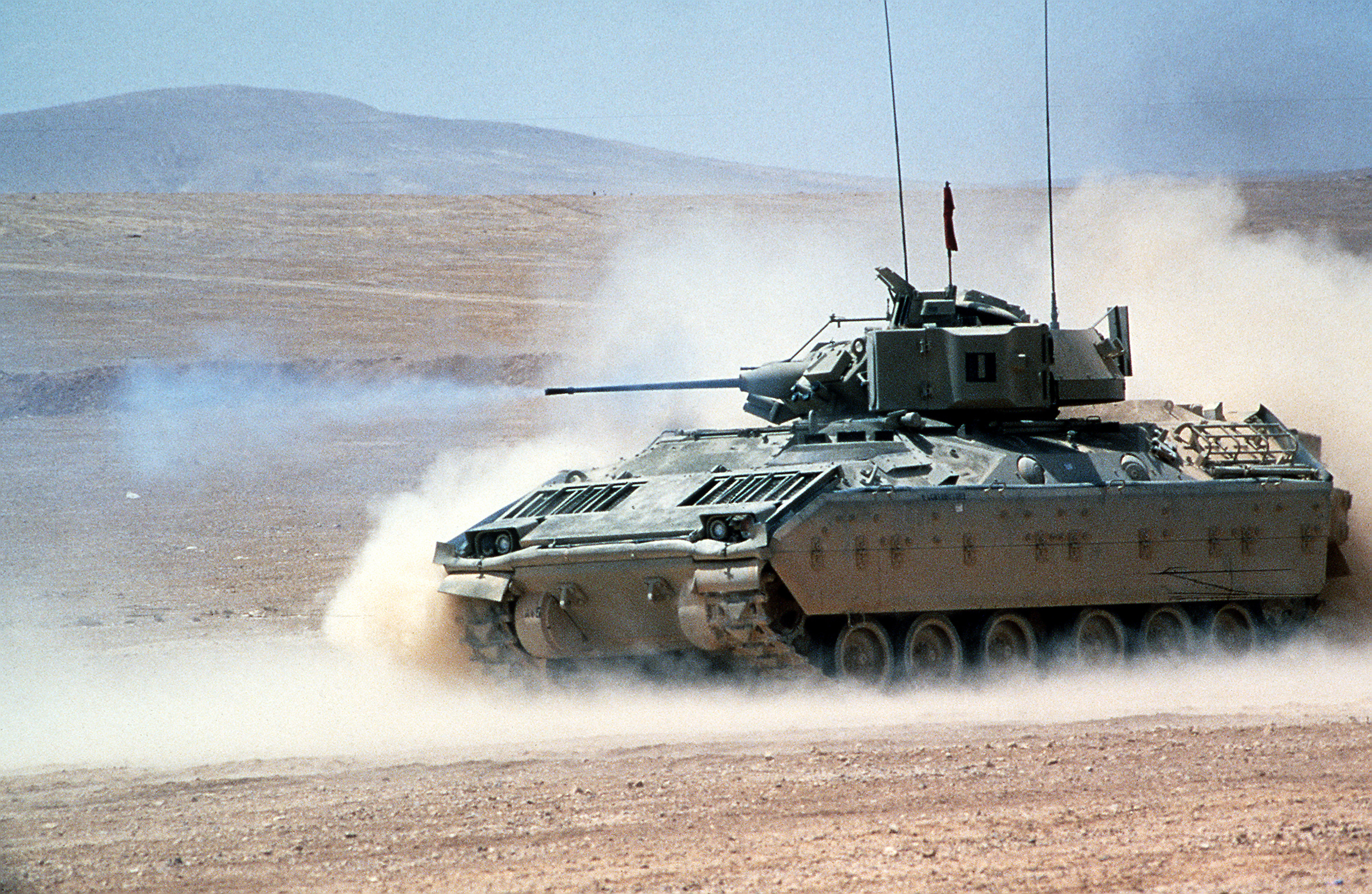
Un M2 Bradley disparando el cañón mientras maniobra en el desierto. 1987.

Los modelos A0 y A1 llevaban un motor Cummins de 500 caballos, y debido a su menor peso en relación con los modelos siguientes que agregarían blindaje, eran capaces de moverse por caminos asfaltados a una velocidad de 66 km/h, poseyendo un rango máximo con su carga y dotación de combate completa de 483 kilómetros. Su relación potencia/peso era de 19,92 hp/ton y la presión sobre el suelo de 0,54 kg/cm². A pesar de tener una velocidad final sobre terreno llano idéntica a la del M-113, los Bradley poseían una mayor maniobrabilidad sobre terreno lodoso, arenoso e irregular, y su aceleración era notablemente superior gracias a su transmisión (manual) hidromecánica HMPT-500.
A partir de los modelos A2 en adelante, la planta motriz se conformó por el turbodiésel Cummins VTA-903T de 600 hp, 8 cilindros, cuatro tiempos y refrigerado por agua. Le otorga al Bradley A2 una relación potencia/peso de 18,75 caballos por tonelada, de modo que puede alcanzar velocidades máximas en carretera de no más de 61 km/h y recorrer distancias de hasta 426 kilómetros.
La transmisión manual fue cambiada por una HMPT-500-3EC automática que posee 3 marchas hacia adelante y una hacia atrás, permitiendo una aceleración mayor que la que poseían los A0 y A1.
En todos los modelos, la capacidad de combustible es de 662 litros (175 galones), así que el aumento de peso en los modelos que fueron apareciendo resultó en una baja de la autonomía.

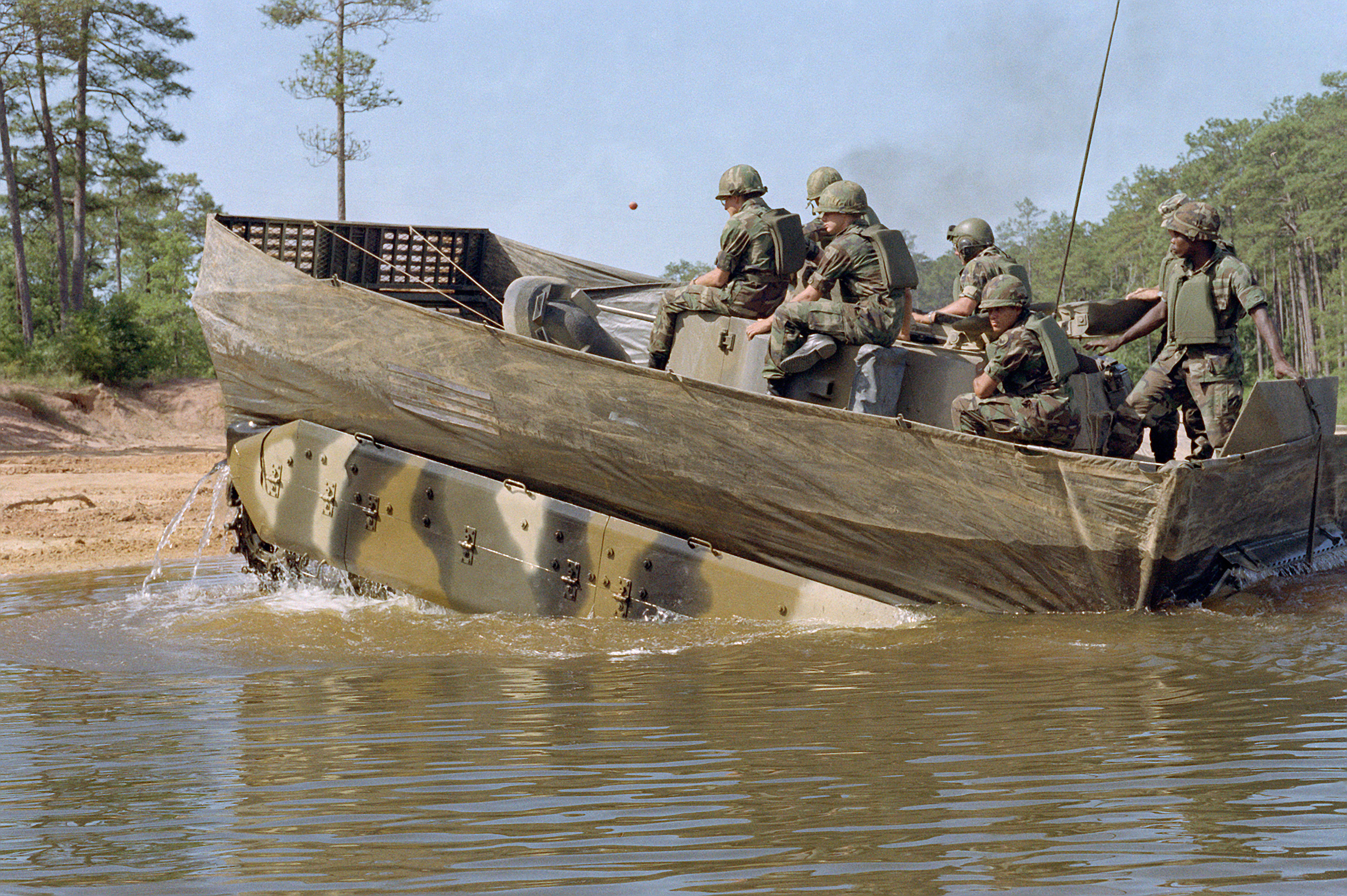
M2A0 Bradley configurado para misiones anfibias con la clásica barrera de agua.

La tracción que le da el motor a las orugas le permite subir por pendientes de hasta 60° y puede mantener la estabilidad con una inclinación lateral de casi 40.º, igual o mayor que la de casi todos los tanques actuales. El Bradley es impulsado por unas orugas de 6 ruedas de guía, de alta resistencia a los impactos. Debido a la disposición frontal del motor, la rueda dentada delantera es la encargada de proporcionar el empuje, y la trasera de tensar a la banda de rodamiento. También posee dos rodillos de retorno, que no pueden ser contemplados por los faldones que cubren a las orugas.
Posee una suspensión de barras de torsión muy robusta, más parecida a la de un tanque que a la de un IFV, puesto que puede acompañar el avance de los acorazados teniendo la habilidad de transitar por cualquier lugar por donde pueda desplazarse un blindado. Los absorbentes de impactos se encuentran en la primera, segunda, tercera y sexta rueda.
Hay que destacar que todas las versiones de los Bradley son anfibias. Para ello, los primeros modelos fueron equipados con una barrera de agua, instalada por la tripulación antes de entrar en el agua; el procedimiento duraba alrededor de 30 minutos. Los siguientes modelos utilizan un pontón inflable, que encaja en el frente y a los lados del chasis. El pontón es inflado en menos de 15 minutos, y es presurizado continuamente durante la operación. Está compartimentado para proporcionar flotabilidad contra el hundimiento del vehículo en caso de que una parte del pontón se rompiese.
La propulsión en el agua está dada por las orugas, transportando a los primeros vehículos que portaban el motor de 500 hp a un máximo de 7,2 km/h, y a los más nuevos que tenían el del 600 hp a 8 km/h.

### Protección
El casco del Bradley está construido enteramente en aluminio, aligerando el peso del mismo considerablemente. Pero esta elección fue la razón de duras críticas, debido a que el blindaje de aluminio tiende a vaporizarse cuando las cabezas de los proyectiles HEAT toman contacto con este tipo de coraza; además de esto, el almacenamiento de grandes cantidades de municiones dentro del vehículo plantearon muchas dudas sobre la capacidad de supervivencia en combate.
Para mejorar la protección del vehículo por las dudas generadas en amplios sectores del Ejército estadounidense, los modelos de producción posteriores del Bradley fueron incorporando láminas espaciadas de blindaje adicional alrededor del chasis y faldones de acero de alta resistencia para las orugas y laterales del casco, incrementando notoriamente el peso del vehículo. Además, opcionalmente se podría instalar blindaje reactivo sobre la superficie del casco para aumentar la protección frente a proyectiles de carga hueca.
De todos modos, su nivel de protección en combate terminó sorprendiendo a todos, habiéndose perdido un número bajísimo de vehículos.
Inicialmente, los primeros Bradley estaban protegidos contra proyectiles de hasta 14,5 mm en todos los lados del casco. El modelo M2A2 incluyó láminas de acero soldadas, capaces de resistir el impacto de munición perforante de 30 mm en todos sus lados. Además incorpora un laminado de capas de alta resistencia a la tensión en el interior, que reduce de manera eficaz el cono de fragmentación que se produce cuando un vehículo es penetrado por proyectiles de energía cinética como el APDS o por la explosión generada por las municiones de carga hueca, como las granadas propulsadas por cohete.

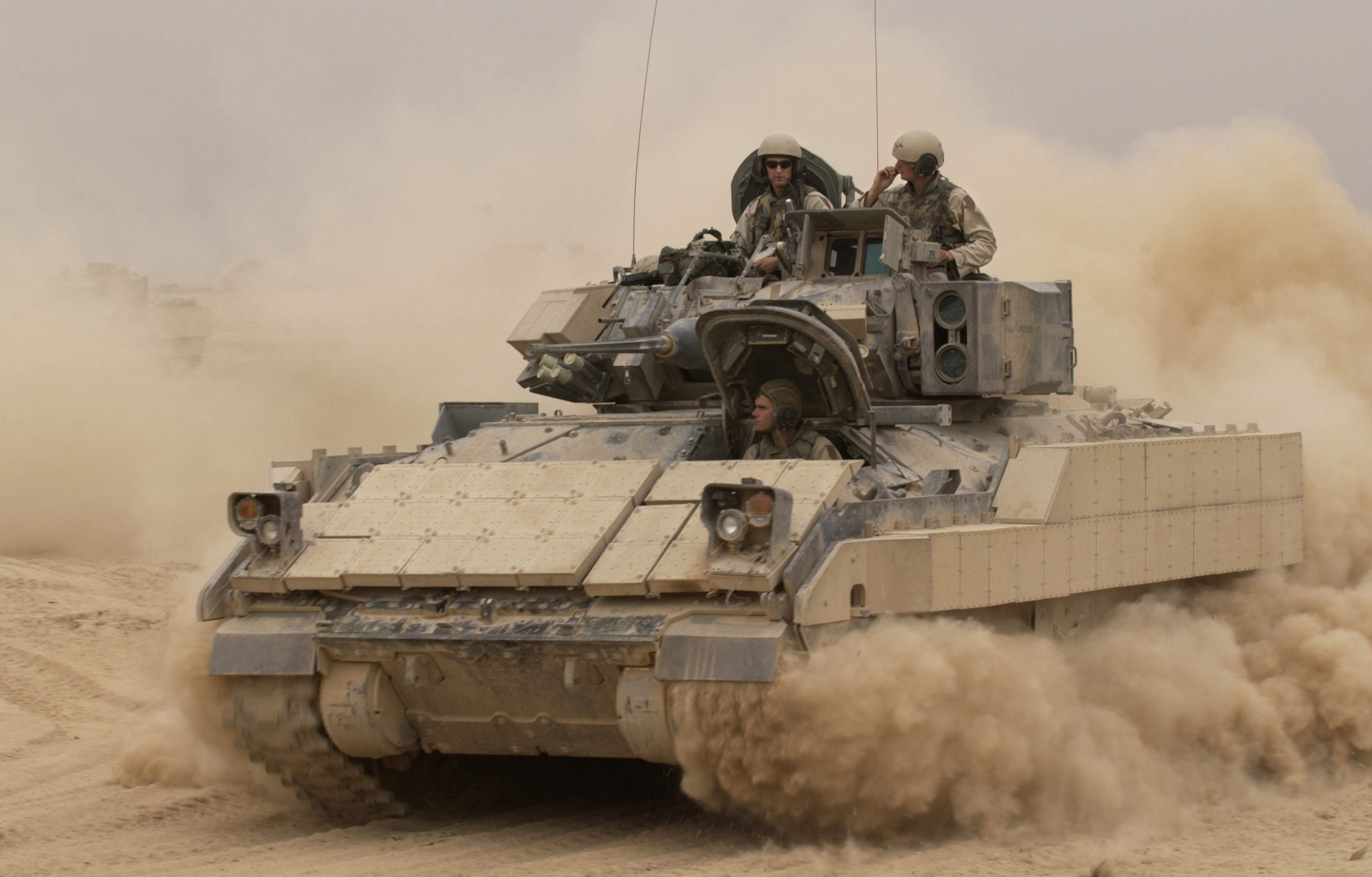
M2A2 Bradley provisto de blindaje reactivo.

El blindaje reactivo fue diseñado por General Dynamics Armament and Technical products, y comparte la mitad de la producción de este con la firma israelí Rafael. El blindaje consiste entre 96 (modelos A2) y 105 (modelos A3) piezas con forma de azulejos que se montan a los lados, torreta y frente del casco del Bradley.
Por último, el M2A3 agregó titanio para la protección de zonas críticas, fundamentalmente en el techo de la torreta.
Todo este incremento de protección llevó también al aumento de las dimensiones del vehículo, especialmente de la torreta, incidiendo directamente en la silueta del Bradley, considerada como uno de los aspectos menos favorables de este. Los A0 y A1 tenían una altura total de 2,97 metros, pero luego las láminas de acero de los A2 llevaron a esta a 3,02 metros. Pero esta diferencia de 5 cm no era nada en comparación con los 3,6 metros que alcanzaron los A3, no solo por el titanio de sus torretas sino también por el aumento de la cantidad de dispositivos electrónicos dentro de la misma.
Todas las versiones están equipadas con el sistema lanzagranadas de humo M257, compuesto por 8 lanzafumígenos L8A1/A3 de 66 mm, separados en dos grupos en el frente de la torreta. Estos pueden ser cargados con granadas de humo, dispensadores de chaff y bengalas. También está provisto de un sistema generador de humo por motor.
A pesar de ser uno de los IFV más protegidos de la actualidad, carece de blindaje adecuado para soportar cañonazos de 40 mm en adelante y tampoco puede hacer frente a misiles antitanque medianos y pesados.
Hay que tener en cuenta que para que pudiese resistir a éstos, debería llevar una coraza más compleja, incrementando demasiado el peso del vehículo, que estaría más cerca al de un tanque que al de un transporte; además sería poco práctico, difícil de transportar y sobre todo, más caro.

### Armamento

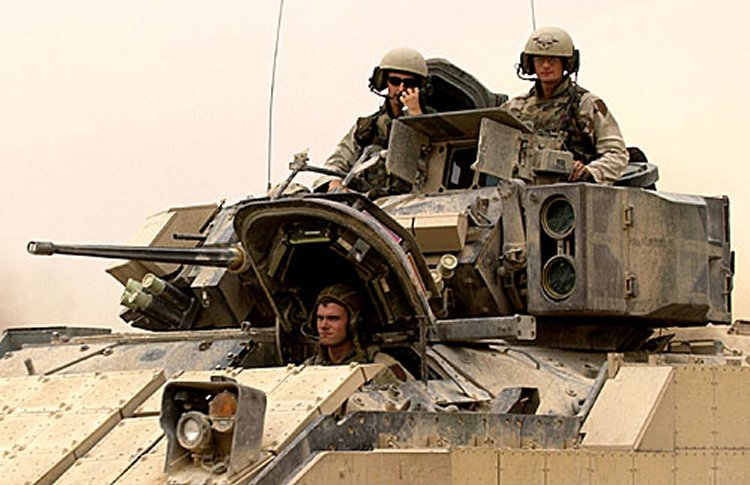
Torreta de un M2A2 Bradley.

El Bradley está equipado con un cañón automático M242 Bushmaster de 25 mm como arma principal, el cual está estabilizado en dos ejes. Tiene un cañón simple con un doble sistema de alimentación integrado y selección remota de alimentación. Contiene la munición en dos cajas de 70 y 230 proyectiles, totalizando 300 cartuchos listos para ser disparados y puede almacenar otras 600 (M2 IFV) o 1.200 (M3 CFV) en el interior del vehículo. Las dos cajas de municiones permiten la mezcla selectiva de distintos tipos de proyectiles como el M791 APDS-T (munición perforante de casquillo desechable con trazadora) y el M792 HEI-T (munición de alto explosivo incendiario con trazadora).
El M242 puede efectuar más de 200 disparos por minuto a más de 2.500 metros, pudiendo haber variaciones dependiendo del tipo de munición utilizada. El artillero puede seleccionar 3 modos de disparo: disparo individual, automático de 100 disparos por minuto y automático de 200 disparos por minuto.
El M242 puede apuntar hasta 60° hacia arriba y 10° hacia abajo. La velocidad de movimiento de la torreta es de 60° por segundo.
Los proyectiles APDS-T de tungsteno demostraron ser muy efectivos en la Operación Tormenta del Desierto, destruyendo enormes cantidades de vehículos iraquíes, entre ellos muchos T-55. También ha habido informes sobre tanques T-72 dañados seriamente por el impacto de este tipo de munición a corta distancia. El desarrollo posterior de estos proyectiles resultó en el M919 APFSDS-T (munición perforante estabilizada por aletas de casquillo desechable con trazadora), que contiene uranio empobrecido penetrante, similar en concepto a la munición usada en los tanques modernos. El M919 fue usado intensamente en la Operación Libertad Iraquí de 2003.

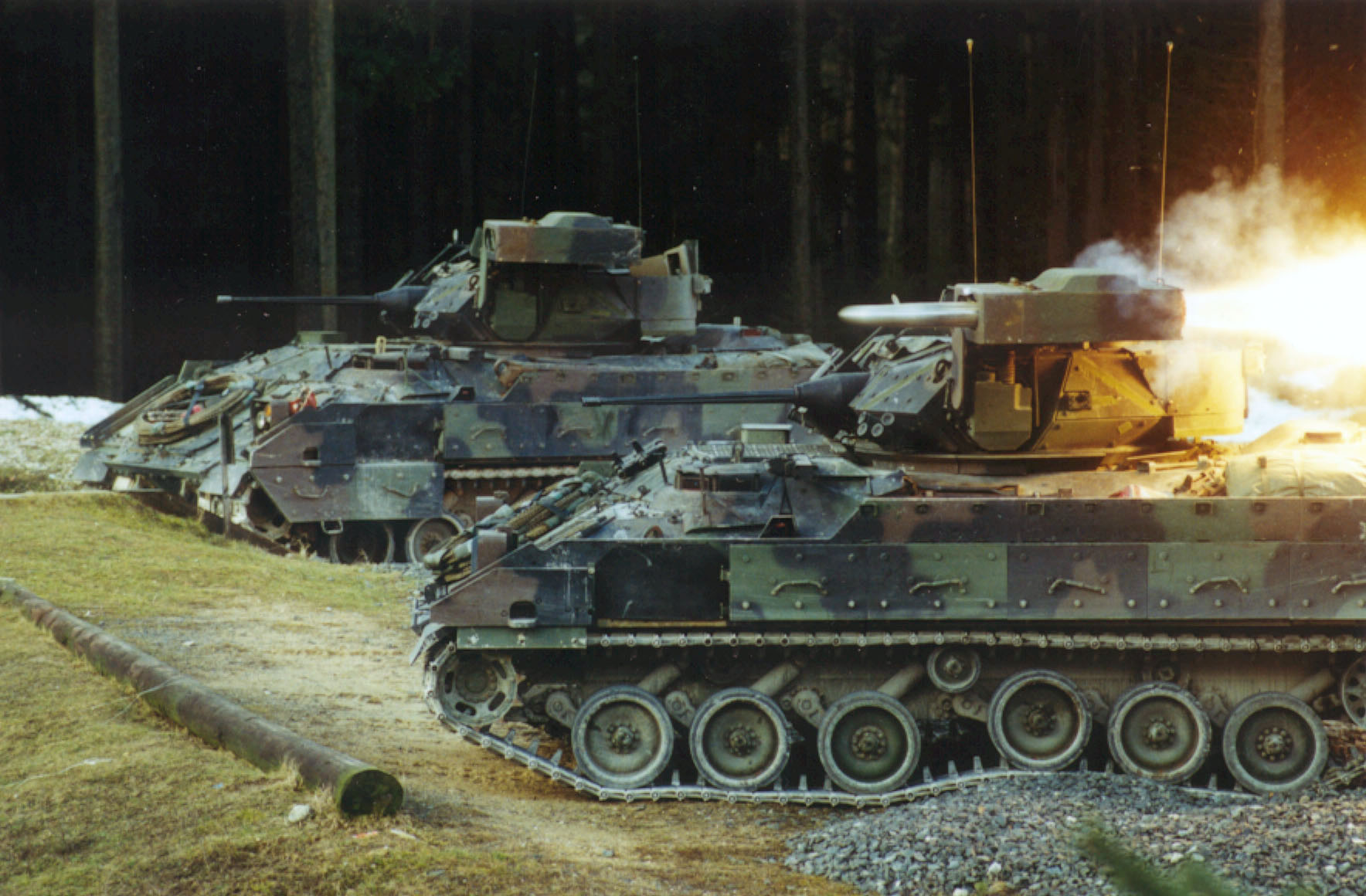
Un M2 Bradley lanzando un misil TOW.

Para la misión antitanque, el Bradley está equipado con el sistema de misiles BGM-71 TOW a bordo. Este consta de un montaje doble de misiles TOW2B situado en el lado izquierdo de la torreta, capaz de penetrar cualquier blindaje de tanque conocido a una distancia máxima de 3.750 metros. El misil, de seguimiento óptico y guía por cable (actualmente muchos misiles han sido mejorados con sistemas de guía láser), está equipado con una enorme carga hueca de alto explosivo que puede penetrar más de 800 mm de acero (las primeras versiones solo hasta 600 mm) y es propulsado por un motor de combustible sólido de dos etapas que le permite alcanzar una velocidad de Mach 1. Está diseñado para atacar las torretas de los vehículos blindados y penetrar el blindaje reactivo.
El M2 puede llevar 5 misiles en su interior y el M3 hasta 12 (además de los 2 que se encuentran preparados para ser disparados desde el montaje, totalizando 7 y 14 misiles respectivamente), que son recargados por los infantes desde la parte trasera del vehículo, utilizando una escotilla especial para cubrirse del fuego de armas pequeñas durante la operación de recarga.
Pero la gran desventaja que posee el sistema es sin duda la imposibilidad de lanzar estos misiles mientras el vehículo se encuentra en movimiento, teniendo que detenerse para efectuar el disparo y guiado constante de los mismos. De todas formas, la inclusión de estos misiles hace del Bradley una seria amenaza para cualquier MBT actual.
A partir de los modelos A1 en adelante los primeros misiles de la serie TOW fueron reemplazados por la versión mejorada TOW2.
El armamento secundario consiste en una ametralladora coaxial M240C de 7,62 mm, ubicada a la derecha del cañón M242, con 2200 cartuchos listos y la misma cantidad de reserva. Además, los modelos M2A0 y M2A1 llevaban 6 portillos especiales (4 a los lados del casco y 2 en la rampa trasera) por donde los soldados podían disparar desde el interior del compartimento de tropa con el M231, una versión del M16 adaptado específicamente para esta función. Los M231 rara vez eran usados, y con el incremento de blindaje lateral en los modelos M2A2 y M2A3, los 4 portillos que se encontraban a los lados del vehículo fueron eliminados, quedando únicamente los ubicados en la rampa trasera de descarga.

### Sistemas electrónicos
El artillero tiene a su disposición una unidad de visión integrada, fabricada por Raytheon, que incluye un visor diurno/térmico con aumento de x4/x12. Un retransmisor óptico le proporciona al comandante la imagen que está viendo el artillero. Este último también tiene periscopios de observación frontales y laterales. Existe también otro sistema de visión diurna más simple, de repuesto, para el artillero o comandante, en caso de que falle, sea dañado o destruido el principal.
El conductor posee 3 periscopios para el frente del vehículo y uno más para la izquierda. Además, el periscopio central puede ser reemplazado por el visor nocturno AN/VVS-2, construido por Northrop Grumman, que posee un intensificador de imagen de segunda generación de 25 mm. Los M2 Bradley mejorados están provistos de un amplificador de visión para el conductor (DVE) producido por DRS Technologies.
En junio de 2004, DRS Technologies se adjudicó un contrato para suministrar sistemas digitales de información en red que incluían nuevas aplicaciones para las computadoras instaladas en los M2A3 Bradley y M1A2 Abrams dentro de marco del programa FBCB2 (mando central de batalla, que abarca el control total de todas las unidades que integran una brigada). El FBCB2 es un sistema de información digital que ordena todos los datos del campo de batalla y a través de un ordenador central transmite órdenes específicas vía Internet a la computadora de cada vehículo. Esta nueva forma de mando proporciona mayor interoperatividad y conocimiento situacional en tiempo real de cada vehículo de la brigada.

## Modelos y derivados
Al igual que el M-113, el Bradley fue utilizado como una plataforma base para el desarrollo de diversos vehículos. Su chasis es utilizado en el vehículo lanzacohetes de artillería M270 Multiple Launch Rocket System (MLRS) y en el vehículo de comando de batalla M4 C2V, entre otros.

### M2A0/M3A0
Modelos de producción básicos, introducidos en 1981. Pueden ser identificados por estar equipados con el sistema TOW estándar, por su motor más pequeño de 500 caballos y su transmisión básica manual HMPT-500. Las características básicas también incluían una unidad de visión integrada para el cañón M242 y dispositivos de imágenes térmicas. Utilizaba una barrera de agua para misiones anfibias y podía ser transportado por aviones de carga C-5 y C-141. Proporcionaba protección contra munición AP de 14,5 mm y contra las primeras granadas propulsadas por cohete como el RPG-2. Su peso era de 25,1 toneladas.
Los M2A0 tenían asientos individuales suficientes como para transportar hasta 7 soldados (muy apretados), en lugar de los 6 llevados en las versiones A1 y A2. Los nuevos modelos quitaron un asiento y el resto de los mismos fueron ajustados de forma tal que la salida de los pasajeros fuera un poco más fácil y menos aparatosa. Todos los A0 fueron mejorados a los modelos posteriores.

### M2A1/M3A1
Introducida en 1986, esta variante incluía el mejorado sistema de misiles antitanque TOW2, protección NBQ (purificador de aire), y un sistema antiincendios. Tanto los A0 como los A1 eran relativamente más rápidos que los modelos A2 en adelante, teniendo una relación potencia/peso de 19,92 hp/ton.

### M2A2/M3A2

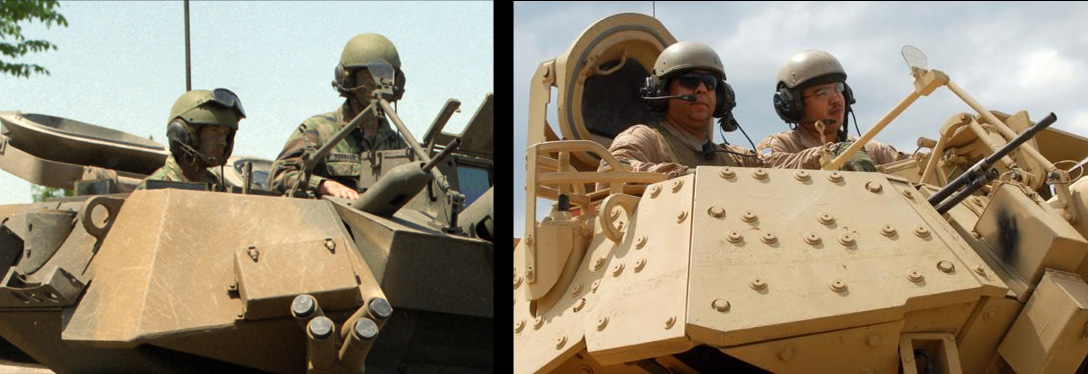
Blindaje adicional en la torreta.

Debido al deseo de incorporar mejoras en protección y supervivencia, y espoleado por la aparición del nuevo BMP-2 soviético con cañón de 30mm. se aprobó la versión HSV (High Survibability Vehicle), conocida como Block II o A2.
Introducida en 1988, la variante A2 recibía un motor mejorado de 600 caballos con una transmisión automática HMPT-500-3EC, también incluyó blindaje adicional de acero y la opción de colocarle blindaje reactivo, resistiendo de este modo a los proyectiles AP de 30 mm y a los RPG-7 y armas similares. El peso del Bradley A2 ascendió a 32 toneladas, por lo que la presión sobre el suelo pasó a ser de 0,67 kg/cm² y la relación potencia/peso disminuyó (18,75 hp/ton) con respecto a los modelos anteriores, disminuyendo la velocidad máxima en carretera a 61 km/h y la autonomía a 426 km. A pesar de estas mejoras, luego del incremento de la potencia del motor se logró una velocidad máxima en el agua de 8 km/h.
La munición almacenada en el interior fue reorganizada y se montaron capas de blindaje internas que reducen el efecto fragmentario si un proyectil de estas características penetra al Bradley. Es apto para ser transportado por el C-17 Globemaster III.
Los A2 fueron usados en gran número durante la guerra del Golfo y actualmente todos ellos han sido estandarizados a los modelos ODS o A3.

### M2A2 ODS/M3A2 ODS
Las mejoras aplicadas en los ODS (Operation Desert Storm) están basadas en las lecciones aprendidas en la guerra del Golfo Pérsico de 1991. Entre ellas se encuentran un sistema de observación láser, un sistema de navegación táctica que incorpora el PLGR (receptor GPS de precisión) y DCS (sistema digital de compás), un dispositivo de contramedidas misilístico para desviar misiles guiados de primera generación, y el sistema de comando de información de batalla FBCB2. Además fue agregado un dispositivo de imágenes térmicas para el conductor. La disposición de la munición almacenada fue cambiada a favor de una forma más práctica y segura.
En el M2, la configuración antigua del compartimento de tropa que utilizaba asientos individuales orientados en distintas posiciones (dificultaba y demoraba mucho la evacuación del vehículo) fue cambiada por la organización tradicional de dos bancas enfrentadas, de 3 soldados cada una y se agregó un asiento más para un líder de escuadrón, totalizando 7 pasajeros. Finalmente, un calentador para raciones de combate fue añadido para asistir en la preparación de los alimentos comprimidos de los soldados en el campo de batalla.

### M2A3/M3A3
La mejora empezó a ser aplicada a partir del año 2000. Esta variante convierte a los M2 y M3 en vehículos totalmente digitales, mucho más letales y maniobrables, y con mejores capacidades de supervivencia e interoperatividad.
Todo esto se ha logrado mejorando o reemplazando todos los sistemas electrónicos como el control de fuego del M242 y adquisición de blancos del TOW, navegación acuática y terrestre, y conocimiento situacional táctico (incluye nuevo software, sistemas de comunicación por Internet, etc).
La supervivencia también se ha incrementado con el agregado de titanio en algunas partes vitales y la posibilidad de montar un nuevo blindaje reactivo, además de un nuevo sistema antiincendios y equipamiento NBQ mejorado. El peso máximo llegó a las 33 toneladas reduciendo más que nada la autonomía, a solo 402 km (de hecho, la velocidad se mantuvo igual que en el A2). La capacidad de transporte y alojamiento de municiones es muy similar a la del ODS, pero la torreta ha aumentado su silueta medio metro más. Incorpora un FLIR de segunda generación y una pantalla en el compartimento de tropa que le permite al líder de la escuadra y sus soldados observar lo que el artillero y el comandante del vehículo ven en sus miras. También posee muchas otras mejoras en lo electrónico que harían a la sección demasiado extensa. El Ejército de los Estados Unidos espera poder llevar a unos 2.545 Bradley al estándar A3.

### Bradley Stinger Fighting Vehicle (SFV)
Vehículo diseñado específicamente para transportar a un escuadrón de comandos armados con misiles antiaéreos Stinger. Los soldados pueden disparar estos misiles desde el vehículo mientras este se encuentra en movimiento abriendo unos portones especiales ubicados en el techo del casco.

### Warhammer Bradley
M2A2 ODS modificado, habiendo reemplazado el montaje TOW por una lanzadera bitubo de misiles Javelin. También se modificó la unidad de visión integrada por un sistema de guía láser para incrementar la eficacia antitanque, sin la necesidad de estar guiando constantemente el misil.

### M6 Linebacker

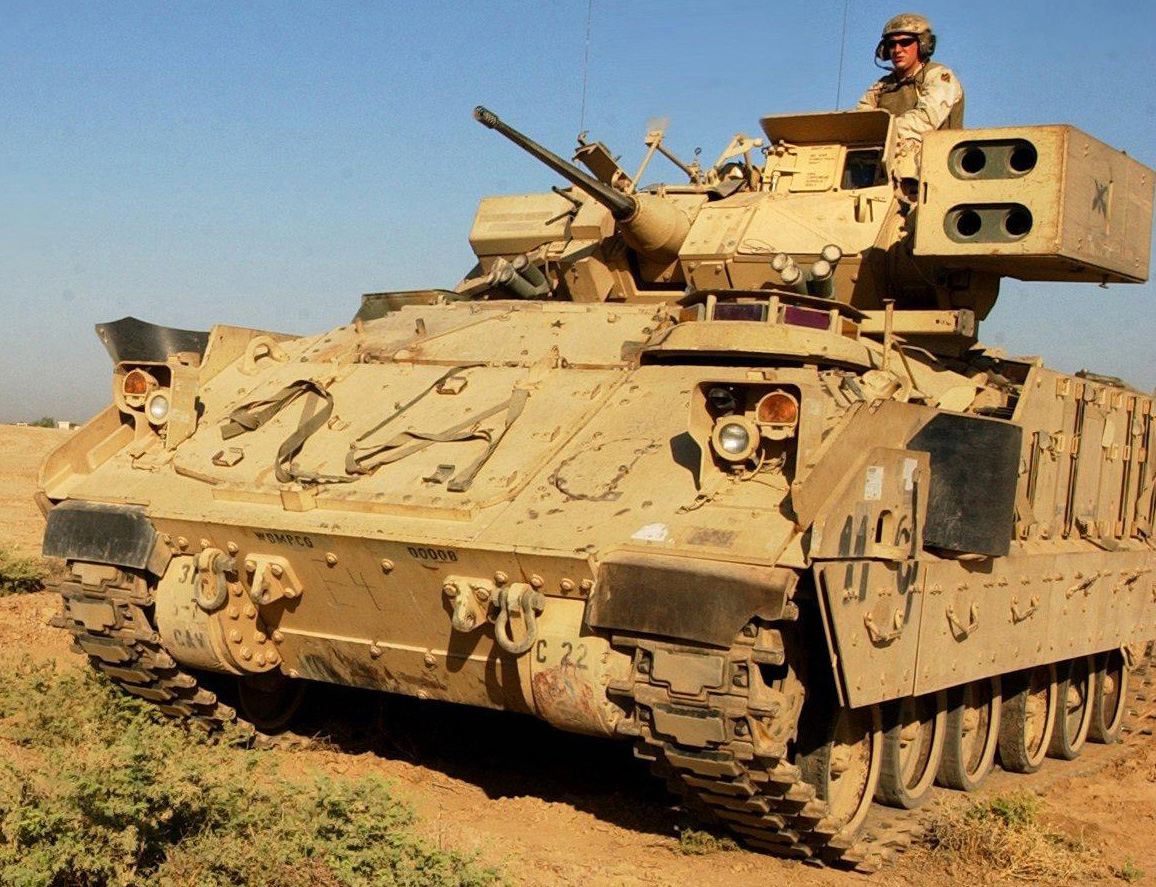
M6 Linebacker cerca de Balad, Irak, 3 de octubre de 2005.

Versión de defensa aérea, que consta básicamente en un M2A2 ODS modificado con el sistema de misiles TOW reemplazado por un montaje cuádruple de misiles antiaéreos de corto alcance FIM-92 Stinger.
Mantiene el cañón de 25 mm por lo que puede ir al frente de la acción y auto-defenderse, a la vez que brinda protección aérea en la unidad que opera utilizando tanto los Stinger como el cañón.
Los misiles son del tipo “dispara y olvida”, con buscador infrarrojo pasivo, sistema de navegación proporcional y cabeza de guerra de alto explosivo, pudiendo derribar casi cualquier cosa que se cruce dentro de un rango de 10 kilómetros. Lleva 4 misiles listos para ser disparados en el contenedor/lanzador y otros 6 son transportados en el compartimento de tropa.
Su peso es de 29,9 toneladas, así que puede desarrollar una velocidad máxima en carretera superior (68 km/h) a las versiones convencionales A2.
Se espera que reemplace completamente en la misión antiaérea móvil al Bradley SFV y al M1097 Humvee Avenger.
Posee un único rol en el Ejército estadounidense, proporcionando defensa aérea de corto rango y baja cota contra todo tipo de objetivos como aeronaves supersónicas, helicópteros de ataque, vehículos aéreos no tripulados (UAV) y misiles crucero dentro de un IFV de alta velocidad, agilidad y protección. Tuvo se bautismo de fuego en la Invasión a Irak de 2003.

### M7 Bradley Fire Support Team (FiST)
Vehículo blindado de observación de artillería que utiliza el chasis del M2. Su misión principal es aumentar la eficacia de las armas combinadas coordinando y guiando el fuego de apoyo de la artillería de campo, todo esto en un vehículo todo terreno con la movilidad de un tanque.
Fue diseñado para reemplazar a los vehículos de observación existentes del inventario del Ejército estadounidense, e incorpora un sistema de navegación inercial, un panel de control de blancos y un procesador de misiones que automatiza el sistema de solicitud de fuego.

## Usuarios

### Actuales

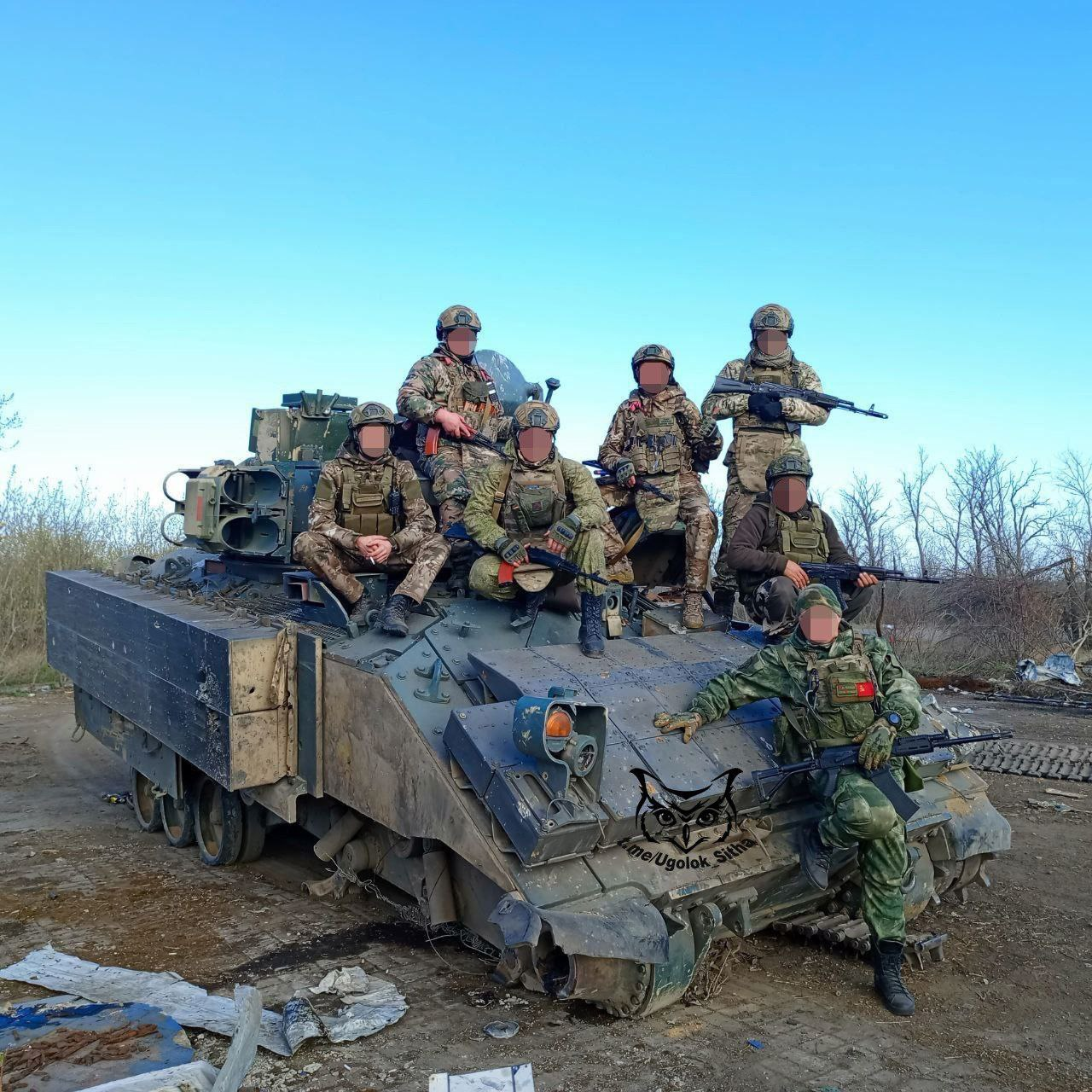
Bradley MA2A2 ucraniano dañado/capturado por el ejército ruso en algún lugar del frente.

- Estados Unidos

6720 Unidades,
- Arabia Saudita

400 Unidades,
- Croacia

89 vehículos M2A2 Bradley almacenados del US Army fueron donados, pagando Croacia la modernización. De estos 22 para repuestos, 5 para entrenamiento y el resto para equipar un batallón pesado de infantería.
- Georgia

14 unidades según informes de prensa, en el marco de la cooperación bilateral en defensa, suscrita.
- Líbano

32 M2A2 .
- Ucrania

186 M2A2 ODS y 4 M7 BFISTs, donados por Estados Unidos en 2022 para la guerra contra Rusia, segundo lote a mediados del 2024 de 400 M2A2 ODS.

### Posibles
- Irak

El gobierno de Irak estaría negociando para obtener al menos 200 vehículos Bradley, de la variante M2A2 ODS, cuyo tratado se espera se cierre en el año 2015.
- Grecia

El gobierno Griego ha negociado la adquisición de 350 unidades de la variante M2A2 procedentes del Ejército de los Estados Unidos, vía ayuda a la venta de hardware militar a países extranjeros. (Foreign Military Sales). Las Fuerzas Armadas griegas podrían recibir hasta 800 vehículos para reemplazar sus M-113 y BMP-1, para luego actualizarlos al nivel M2A4. El objetivo inmediato del Ejército griego es equipar 4 batallones, con cada batallón compuesto por 41 vehículos.

## Posibles exportaciones
Habiéndose construido 7.124 unidades en total, vehículo alguno de la serie M2/M3 Bradley no había podido ser exportado a otros países antes, debido a su altísimo costo operativo, pero dicha tendencia se ha visto rota con la cesión de 14 unidades, según reportes de prensa rusa; al gobierno de Georgia, y tras ciertas negociaciones adelantadas por parte de las autoridades iraquíes en procura de dicho blindado. 
Muchas de sus características pueden ser comparadas con las de un tanque, y su precio no es la excepción: alrededor de 3 millones de dólares, dependiendo de la versión. Los estadounidenses construyeron para sí mismos unos 6.724 vehículos (4.641 M2 IFV y 2.083 M3 CFV) para el Ejército y el Cuerpo de Marines, y a su vez exportaron otros 400 M2A2 al Reino de Arabia Saudita, que los incorporó a su ejército. Muchos otros países se mostraron interesados en adquirir el Bradley, pero no se logró llegar a otros acuerdos. Su alto costo, excesivo para un IFV, es quizás el mayor defecto del vehículo. El costo de mantenimiento también es elevado en comparación con otros vehículos. Estos factores terminaron ahuyentado a posibles compradores que no estaban seguros y no querían pagar demás por un vehículo al que tanto se había criticado por su blindaje en la etapa de desarrollo, y a pesar de que terminó demostrando dureza en las guerras que participó, muchos creían que no se justificaba esa suma de dinero.
Los países que vieron al Bradley como un posible reemplazante de sus APC decidieron optar por otros IFV más ligeros y económicos. No valía la pena gastar en un vehículo que en sus versiones más nuevas no podía resistir mucho más que proyectiles de 30 mm perforantes, pudiendo ser abatido por cualquier tanque y cuyo precio era más alto que el de muchos de estos. En el caso de que hubiera sido comprado por alguna fuerza armada, el número de vehículos se vería reducido por su costo, equipando solamente a fuerzas de elite, cuando la misión del IFV es ser usado masivamente para llevar tropas al campo de batalla.
Además el Bradley es muy pesado, haciendo dificultoso su transporte, porque hay que tener en cuenta que son muy pocas las naciones que tienen los medios de carga que posee los Estados Unidos, sobre todo en el área de transporte aéreo. Otra contra que se suma son sus dimensiones, sobre todo su silueta lateral; con casi 3 metros de altura es mucho más alto que un IFV promedio, haciéndolo un objetivo sencillo al cual atinar.
Por último, el consumo de combustible de estos vehículos era otra desventaja de valor económico importantísima, lo que suponía más dinero para hacerlos andar. Al igual que su pareja en las divisiones acorazadas estadounidenses, el M1 Abrams, el Bradley tiene un potentísimo pero poco económico motor, con un consumo algo similar en relación con el anterior tanque citado (aunque el del M1 Abrams es todavía mayor por ser una turbina de gas). De esta forma, solo los países ricos y en donde el petróleo es abundante eligen a estas moles que se tragan el combustible (Arabia Saudita también compró tanques M1 Abrams).
Todos estos defectos han hecho del Bradley el IFV menos rentable dentro del mercado de armas e imposibilitaron de una forma u otra que este se expandiese a otras naciones. A pesar de todas las mejoras en tecnología que aplicó respecto de su predecesor, la mayor diferencia que tiene con el M-113 es que este último fue adquirido de a miles por casi 50 fuerzas armadas alrededor del globo.

## Historial de combate

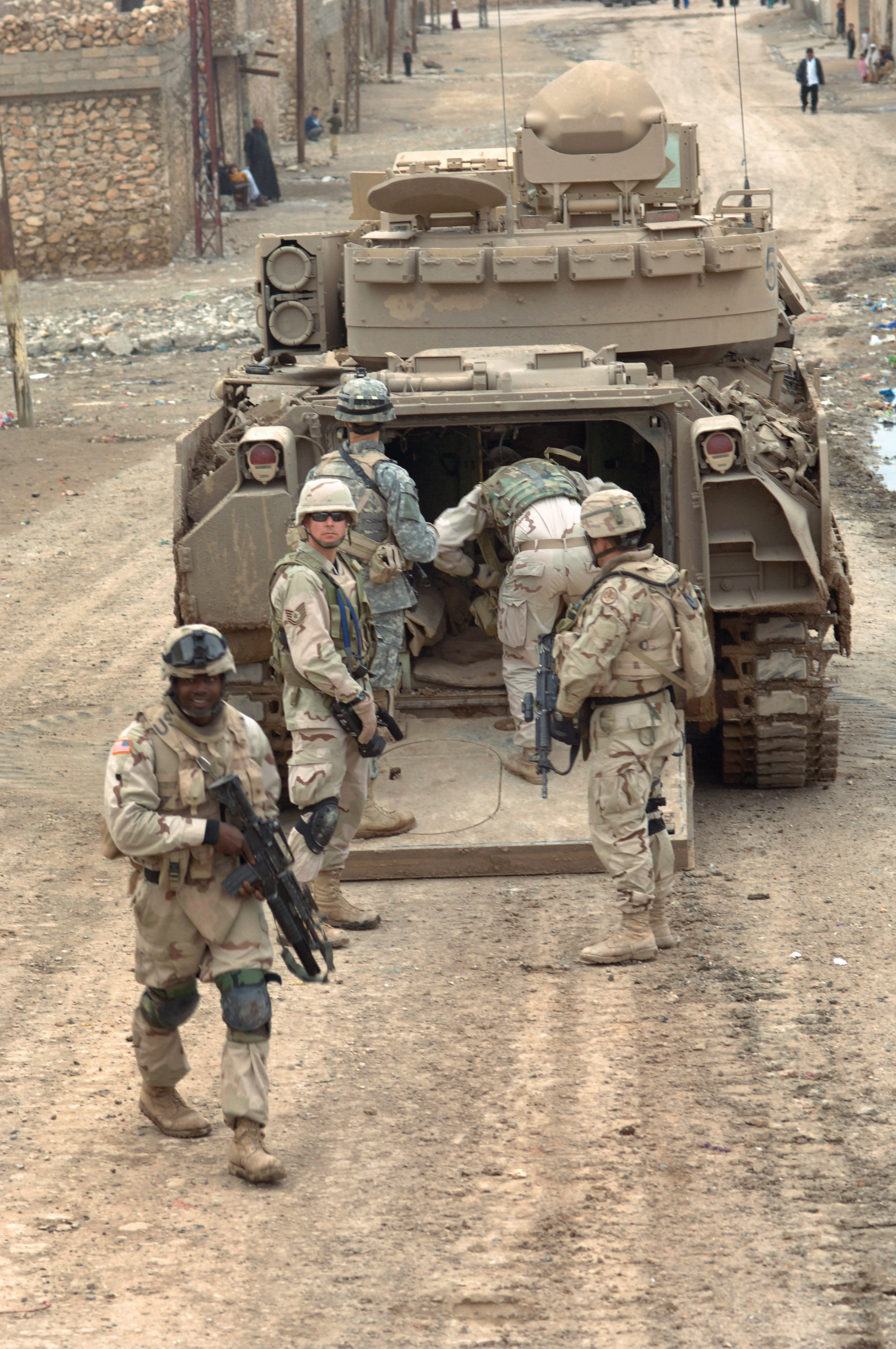
Soldados del Regimiento de Caballería Acorazada entran por la parte trasera en un M3A2 ODS en Irak.

El Bradley fue desplegado masivamente durante las dos Guerras del Golfo y su mayor reto fue tener que enfrentarse cara a cara con los blindados iraquíes, teniendo un grado de éxito asombroso.
Fue utilizado tanto por la Infantería del Ejército como por el Cuerpo de Marines de los Estados Unidos.
En las dos oportunidades estuvo en el centro de las operaciones y a excepción de algunos problemas logísticos en el avance, funcionó de maravilla gracias a su gran movilidad en terrenos difíciles lo que le permitió desplazarse naturalmente por el desierto, y con su poderoso armamento destruyó un gran número de objetivos de variada índole.

### 1991
Antes de la gran ofensiva terrestre, algunas unidades de exploración equipadas con M3 entablaron combate con los iraquíes. El 22 de enero, durante una misión de exploración los M-3 Bradley recibieron solicitud de apoyo desde un puesto de observación de la guardia nacional saudita. Los M3 sorprendieron a los atacantes iraquíes con el fuego de los cañones de 25mm. El combate fue breve, anticipando el resultado de la batalla que vendría.
En la guerra del Golfo Pérsico de 1991, unos 2200 M2 y M3 Bradley operaron, destruyendo más vehículos blindados que los M1 Abrams. Esto habla muy bien del cañón de 25 mm y más aún de la capacidad antitanque del TOW. Entre los que sufrieron la efectividad del transporte blindado estadounidense se encuentran los BMP-1, BMP-2, T-55, T-62 e inclusive los T-72.
Las bajas norteamericanas fueron mínimas, contándose 20 Bradley perdidos; solamente 3 por fuego enemigo y 17 por fuego amigo. Otros 12 quedaron fuera de combate por daños y averías menores. Después de la guerra, para solucionar algunos problemas que se han identificado como factores contribuyentes en los incidentes de fuego propio, se han añadido a los vehículos paneles de identificación por infrarrojos y otras medidas de marcado e identificación.
El cañón Bushmaster de 25mm fue letal para la infantería, vehículos y blindados ligeros, siendo capaz de penetrar lis tanques más anticuados como el Type 59 chino. Esta capacidad de destrucción y precisión se debió en parte a la munición de uranio empobrecido M919 y la capacidad que poseía el Bradley para disparar en movimiento o de día o noche, o en condiciones de visibilidad adversas. El misil TOW fue capaz de dejar fuera de combate a cualquier blindado iraquí, incluido el T-72M. También fue empleado eficazmente contra búnkeres y puntos fuertes. Sin embargo el lanzador doble solía presentar fallos y tardaba demasiado fen ponerse en posición de disparo.
Un claro ejemplo del poder de fuego combinado del cañón y misil sucedió en la batalla de Medina Ridge, atacando a parte de la División Medina de la Guardia Republicana iraquí. En menos de dos minutos, un Bradley destruyó 3 BMP y un tanque T-72 enemigos. En cuanto a supervivencia varios Bradley fueron alcanzados por proyectiles de cañones de tanque, pero las bajas sufridas fueron mínimas.

### Somalia
Después de la batalla de Mogadiscio una fuerza mecanizada fue desplegada como demostración de fuerza de los norteamericanos. Los infantes de la 24th Infantry Division tuvieron que entrenarse junto a sus Bradley para llevar a cabo misiones de lucha urbana. Otra de las misiones era la de realizar misiones de rescate de aeronaves derribadas, como lección aprendida luego de la batalla del 3-4 de octubre.

### Balcanes
El Bradley fue desplegado en Bosnia para realizar tareas de escolta, seguridad de puestos de control, control de manifestaciones, etc. El Bradley se demostró ser mucho más capaz en Bosy que el pesado tanque M1.
Similar fue la misión en Kosovo en 1999. La FT Falcon, desplegada desde Albania y Macedonia para implementar la paz y de evitar la limpieza étnica. El Bradley fue utilizado sobrevtodo en tareas policiales, hasta ser reemplazado por unidades con material más acorde con la tarea.

### 2003
Durante la guerra de Irak iniciada en 2003, el Bradley mostró ser vulnerable frente a las emboscadas con bombas caseras, minas antitanque y granadas propulsadas por cohete, que si bien no lograban destruir al vehículo si lo dañaban seriamente, en especial las miras, orugas y motor, dejándolo inmovilizado y en algunos casos fuera de combate. La desesperada situación del ejército de Sadam Huseín llevó a que los soldados iraquíes le tendiesen emboscadas a estos voluminosos vehículos, sobre todo en zonas urbanas en donde podían esconderse, y utilizando armamento no convencional y tácticas de guerrilla.
Aun así, en líneas generales, la pérdida de material fue escasa e irrelevante; menor aún resultaron las bajas humanas, ya que se aplicó la doctrina que permite escapar a la tripulación a costa del vehículo.
El Bradley apoyó a los tanques M1 en la larga marcha a Bagdad. Operando a través del desierto, de tormentas de arena y cruzando  numerosas ciudades como Basrah, Najaf y Kerbala, hasta llegar al asalto final de Bagdad.
Con la ocupación de Irak los Bradley pasaron a realizar misiones más del tipo policial y en ciudades. Se dedicaron a escolta de convoyes, refuerzo de puestos de control, seguridad, etc. El Bradley encontró limitaciones en este nuevo rol, y la cosa empeoró con la aparición de la insurgencia y el amplio uso de IEDs. Para solventar los problemas de afrontar a la insurgencia nació el programa de modificaciones BUSK (Bradley Urban Survaibility Kit), para mejorar en el ambiente urbano. Pese a las mejoras el Bradley fue reemplazado en Irak por los vehículos MRAP, más idóneos para el ambiente urbano y la guerrilla así como más económicos.

### Ucrania
Durante la invasión rusa de Ucrania, Estados Unidos donó unos 109 Bradleys a las Fuerzas Armadas de Ucrania. El primer uso documentado de Bradleys por parte de Ucrania se produjo en el óblast de Zaporiyia después de que Ucrania lanzara su contraofensiva en el sur en junio de 2023. Un asalto inicial cerca de Mala Tokmachka el 8 de junio no tuvo éxito, y las imágenes mostraron que Ucrania perdió al menos diecisiete Bradleys de la variante M2. Otro Bradley fue destruido también en la región de Zaporiyia el 18 de junio de 2023. Los miembros de la tripulación pudieron escapar.
Para el 1 de septiembre de 2023, al menos 52 vehículos de combate Bradley habían sido destruidos o dañados en Ucrania.
El 19 de julio, Hanna Maliar, viceministra de Defensa de Ucrania, afirmó en su cuenta de Telegram que un M2 Bradley había matado a infantería rusa durante los combates en la región de Zaporiyia. Afirmó además que utilizando misiles BGM-71 TOW el M2 Bradley pudo destruir dos tanques rusos T-72. El Bradley estaba asignado a la 47.ª Brigada Mecanizada. Estas afirmaciones no se han podido verificar de forma independiente.
El 11 de enero de 2024 mediante una publicación de Telegram se pudo observar a un par de M2 Bradley dañar los sistemas ópticos y la torreta a un T-90M ruso y lograr dejarlo fuera de combate. 

El 5 de marzo de 2024, el ejército ruso afirmó haber destruido varios M2A2 Bradley de la 47.ª brigada mecanizada del ejército ucraniano en las afueras del pueblo Berdichy, una localidad al noroeste de Avdíivka. En un vídeo difundido por la 24.ª brigada de fuerzas especiales rusas se puede apreciar un M2A2 destruido y calcinado junto a un tanque Abrams, ambos de fabricación estadounidense.
Para comienzos de septiembre de 2024, al menos 100 Bradley habrían resultado dañados o destruidos, entre otras unidades capturadas. 

### Vehículos similares
- Marder
- Schützenpanzer Puma
- Lynx
- TAM VCTP
- ZBD-97
- K-200/KIFV
 K-21 IFV
- AIFV
- /ASCOD Pizarro/ULAN
- AMX-10P
- Namera
  Achzarit
- Dardo
- Tipo 89 VCI
- VCI Anders
- FV510 Warrior
- BMP-3
  BMP-T
- Bionix VCI
- CV90/CV9030/CV9040